# خلبان (فیلم)
خلبان فیلمی به کارگردانی جمال شورجه و نویسندگی سیدعلیرضا سجادپور محصول سال ۱۳۷۶ است.

## خلاصه داستان
سرتیپ عباس دوران، خلبان موفق نیروی هوایی که دشمن چندبار در ترور او ناکام مانده، سرپرستی عملیات دشواری بر فراز خاک بغداد را به عهده می‌گیرد و همراه با یک اسکادران شامل دو هواپیمای جنگنده به بغداد هجوم می‌برد تا علاوه بر گذشتن از دیوار مستحکم پدافند بغداد، با پرواز در ارتفاع پایین دیوار صوتی را بشکند. هدف از این عملیات ناامن نشان دادن بغداد است که به عنوان شهر میزبان کنفرانس سران کشورهای غیرمتعهد انتخاب شده است. داوید، مسئول خارجی ستاد خبری بغداد، با هجوم هواپیماهای ایرانی می‌گریزد و بلومی، خبرنگار مشهور مستقل خارجی که به بغداد دعوت شده، با گروهش تنها می‌ماند. بلومی که برای امن نشان دادن بغداد تبلیغات زیادی به راه انداخته، با دیدن هواپیماهای ایرانی نظرش عوض می‌شود و گروه همراهش را وادار به عکاسی و فیلمبرداری برای تهیه گزارشی تازه از وضعیت بغداد می‌کند. درحالی که عراقی‌ها سعی دارند حضور هواپیماهای ایرانی را یک مانور داخلی جلوه دهند، هواپیمای سرهنگ عباس دوران ـ که با دو درجه ارتقا از درجه سروانی به سرهنگی رسیده ـ دچار نقص فنی می‌شود و به اصرار او، هواپیمای همراهش محمود اسکندری بازمی‌گردد تا پیروزی در عملیات را به اطلاع نیروهای خودی برساند. سرهنگ عباس دوران با هواپیمای در حال انفجار خود به تنهایی در ارتفاع پایین بر فراز بغداد پرواز می‌کنند و به هتل محل اقامت خبرنگاران برخورد می‌کند. (در واقع هواپیما در مسیر ساختمان اجلاس در نزدیکی یک میدان سقوط می‌کند)

## بازیگران
| - علی دهکردی - جعفر دهقان - نگین صدق‌گویا - اصغر محبی - هوشنگ توکلی - علی رامز - زهره صفوی - فرامرز شهنی - امیر معاون‌زاده - احمد جوهری - صالح میرزاآقایی - مریلا زارعی - محمدباقر سیدی - علیرضا محمودی ایرانمهر - مجید مشیری - زلیخا کاشانی - فریده علی‌زاده - غلامحسین عرفانیان - وحید هاشم‌خانی - سیدمرتضی میرشجاعی | - سیدمحسن خرم‌دره - امیرحسین احمدی - مقصود میرهاشمی - سیداحسان فاطمیان - محمود کرداوغلی - جمشید شاه‌محمدی - محمود اسماعیلی - صفر روح‌پرور - رضا مولایی - غلامعلی خاکپور - منوچهر عبدلی - محمدحسین غلامحسنی - محمد قاسمی - رامین محب‌تاش - پویان لطیفه - عباس فریور - رضا رخشانی - حمید دلفانی - هادی فرزدی - عطاءالله مرادی | - علی اسماعیلی - ناصر لوک‌زاده - محمد نوروزی - محسن جهانبانی - رضا فرشادمقدم - عباس قاسمیان - یوسف نوروزی - مریم محمدی - علی رادپور - مهدی فتحی - محسن پناهی - جواد واحدیان - فتاح طاهری‌اعظم - غلامحسین الهیاری - حمید دهبانی - مسلم کردیان - علی زیدی - رضا دیودار - پرویز عباسی - پرویز دشتی - حمید فرهانیان مقدم |